# 陈梦家
陳夢家（1911年4月20日—1966年9月3日），筆名陳漫哉，祖籍浙江上虞，生於江蘇南京。新月派詩人，考古學家，中國科學院考古研究所研究員。1957年的反右运动中被定为右派，饱受虐待至文化大革命初期過世。

## 生平
1911年4月20日（清宣統三年三月廿二日）出生於江蘇南京，祖籍浙江省上虞縣。父亲陈金镛曾长期任上海廣學會编辑，生有五女五子。陳夢家自幼喜讀古詩，八岁時全家迁往上海，入聖保羅小學讀書。1920年春，隨三姊陳郇磐回到南京，翌年升入中學。1927年夏考入國立中央大學法律系。
1928年春，陳夢家到青岛，是年冬天與聞一多認識。此後师事聞一多和徐志摩，成为新月派詩人。1931年1月20日，由徐志摩主編、陳夢家担负实际編輯工作的《詩刊》季刊在上海以“詩社”名义出版，撰稿人有闻一多、徐志摩、饒孟侃、林徽因、卞之琳、孫毓堂、曹葆華、方纬德、梁镇、沈祖牟等人，标志后期新月詩派（新月社）的正式形成。同月，陳夢家出版第一本詩集《夢家詩集》。同年夏畢業，獲律師執照。7月，應徐志摩之邀赴上海，负责編選新月派的主要刊物《新月詩選》。
1932年1月，新月派刊物《詩刊》停辦。一二八事變爆發後，陳夢家與同學到122旅旅部參加抗日宣傳工作，寫下《哀息》、《在蕰藻浜的戰場上》等詩作。3月，應聞一多之邀到國立青島大學任聞的助教，並在聞一多的指導下，開始研究甲骨文。4月，將在淞滬前線所寫的詩結集為《陳夢家作詩在前線》。9月，由燕京大學宗教學院教授劉廷芳推薦，到該院學習，為院長趙紫宸所望重。1933年熱河戰役時，陳夢家再次奔赴前線。3月初，日軍佔領熱河，陳夢家返回北平。9月，到安徽蕪湖任廣益中學國文教員。1934年1月，詩集《鐵馬集》由上海開明書店出版。同月，赴北平就讀于燕京大學研究院，師從容庚攻讀古文字學。1936年9月獲碩士學位，並留在中文系擔任助教。同年，與趙紫宸之女趙蘿蕤結婚。
1937年抗戰爆發，陳夢家由聞一多推薦，到國立長沙臨時大学教授國文。同年秋，赴昆明國立西南聯合大學任教。1944年赴美國芝加哥大學講授古文字學。倾心看戏评剧，认识魏喜奎、筱白玉霜、常香玉、马金凤等明星名角。
1947年夏，遊歷英、法、瑞典、丹麥、荷蘭等國。同年秋回國，繼續在清華大學任教授，同时担任文物陈列室主任。1952年，因全國院系調整，轉為中國科學院考古研究所研究員，並兼任考古所學術委員會委員、《考古學報》編委、《考古通訊》（1959年后改称《考古》）副主編。陈梦家的稿费收入高，生活条件优越，1956年，他用《殷虛卜辞综述》的稿费在钱粮胡同买了一所房子。陈梦家为王世襄邻居，都喜爱收藏明式家具，对此两人乐此不疲，倾囊以求。
1955年，在肅反運動中，陳夢家被自己的研究助理李學勤舉報有經濟問題，貪污公款。因雙百方針，發表《慎重一點“改革”漢字》和《關於漢字的前途》，不贊成廢除繁體字實行簡化字，以及實行漢字拉丁化，在1957年反右運動中，被定性為“章羅聯盟（中国民主同盟的章伯钧与罗隆基）反對文字改革的急先鋒”，並被打爲右派。《考古學報》上連載文章被停發。陈表示：“这是‘1984’来了，这么快！”妻子趙蘿蕤因受到過度刺激，導致精神分裂。
容庚在《文字改革月刊》特刊51期发表《汉字简化不容翻案》，“痛打落水狗”陈梦家，他说陈梦家“坚决反对创造简化字”，但写给自己的信中，就用了不少简化字。容庚还就此下了一结论“此右派之所以为右派也”。「考古通讯编辑部」在《考古通讯》1957年第5期上发表《斥右派分子陈夢家》，称「中國科學院考古硏究所右派分子陳夢家，在大鳴大放期間，向黨進行了惡毒的猖狂的進攻,在短短的幾天內，他參加了許多單位的十幾次座談會，到處散布毒素，並在報刊上發表了一系列有毒的文章。在這些座談會的發言和文章裏面，他對黨的領導，黨的事業以及新中國的一切事物，極盡歪曲、誣衊、謾駡之能事。這個一向自稱重業務不問政治的右派野心家的眞實面目，現在已赤裸裸地暴露出來了。」唐兰在《中国语文》1957年11期发表《右派分子陈梦家是“学者”吗？》，对陈梦家进行批判：“他是‘冒牌学者’，实际上是一个十分热中，不择手段地拼命向上爬的野心家，是一个善于投机取巧，唯利是图的市侩，是一个不懂装懂，假充内行，欺世盗名的骗子……就是这样，这个在伪中央大学念过法律系，在燕京大学宗教学院学习过，准备当牧师，而又当过很反动的新月派青年诗人，写过极其丑恶的黄色小说，在中学里教书被轰跑的陈梦家，找着了一条争名争利的终南捷径，所谓‘从金石学出发的’这块招牌就很容易地挂上了。”
1960年，由于夏鼐的关照，陳夢家開始研究“武威汉简”，完成了《武威汉简》和《汉简缀述》两书。文革期間，陳夢家被強迫長跪在院裡，被人吐口水，有人还将吃剩的饭菜往他头上浇，罪證是攻擊革命烈士聞一多，“不洗澡，不換衣服，身上臭得要命”。苦心收藏的明清家具、藏书被沒收。陳夢家憤然道：“我不能再讓別人當猴子耍”。1966年8月24日服安眠藥自殺未果，同年9月3日自縊身亡（周永真則稱陳夢家是被打死後偽裝成自殺）。
1978年12月28日，中国社会科学院考古研究所举行陈梦家先生追悼会。为其平反，肯定并高度赞扬他在诗歌、学术上的杰出贡献。

## 家人
- 妻子趙蘿蕤，為翻譯家和比較文學家，第一位翻译艾略特的长诗《荒原》的中國學者，北京大学英文系教授、系主任。1946年夏天，艾略特由英国回美探亲，7月9日晚上，艾略特邀请赵萝蕤和陈梦家在哈佛俱乐部共进晚餐，诗人即席朗诵《四个四重奏》的片段，又在赵萝蕤带去的《1909-1935年诗歌集》和《四个四重奏》二書上签名，並在扉页上题写“为赵萝蕤签署，感谢她翻译了荒原”的英文题词。
- 三姊陳郇磐，南京匯文女子中學教師。
- 四姊陳冕珠，蘇州景海女子師範學校音樂教員，為趙蘿蕤的鋼琴教師。
- 二哥陳夢士。
- 四弟陳夢熊，中國水文地質學家，1991年當選為中國科學院學部委員（院士）。

## 著作
著作有《殷虛卜辭綜述》（科学出版社，1956年）。专著有：《老子分释》（重庆商务印书馆，1945年）、《海外中国铜器图录考释第一集》（北京图书馆、商务印书馆，1946年）、《尚书通论》（商务印书馆，1957年）、《美帝国主义劫掠的我国殷周铜器集录》（科学出版社，1962年）。